# Walter Dießner
Walter Dießner (26 de diciembre de 1954) es un deportista de la RDA que compitió en remo. Es hermano del también remero Ullrich Dießner.
Participó en dos Juegos Olímpicos de Verano en los años 1976 y 1980, obteniendo dos medallas, plata en Montreal 1976 y oro en Moscú 1980. Ganó cinco medallas en el Campeonato Mundial de Remo entre los años 1974 y 1979.

## Palmarés internacional
| Juegos Olímpicos   | Juegos Olímpicos          | Juegos Olímpicos | Juegos Olímpicos   |
| Año                | Lugar                     | Medalla          | Prueba             |
| ------------------ | ------------------------- | ---------------- | ------------------ |
| 1976               | Montreal (Canadá)         | Medalla de plata | Cuatro con timonel |
| 1980               | Moscú (URSS)              | Medalla de oro   | Cuatro con timonel |
| Campeonato Mundial |                           |                  |                    |
| Año                | Lugar                     | Medalla          | Prueba             |
| 1974               | Lucerna (Suiza)           | Medalla de oro   | Cuatro con timonel |
| 1975               | Nottingham (Reino Unido)  | Medalla de plata | Cuatro con timonel |
| 1977               | Ámsterdam (Países Bajos)  | Medalla de oro   | Cuatro con timonel |
| 1978               | Cambridge (Nueva Zelanda) | Medalla de oro   | Cuatro con timonel |
| 1979               | Bled (Yugoslavia)         | Medalla de oro   | Cuatro con timonel |